# Entrevernes
Entrevernes est une commune française située dans le département de la Haute-Savoie, en région Auvergne-Rhône-Alpes.

## Géographie

### Localisation

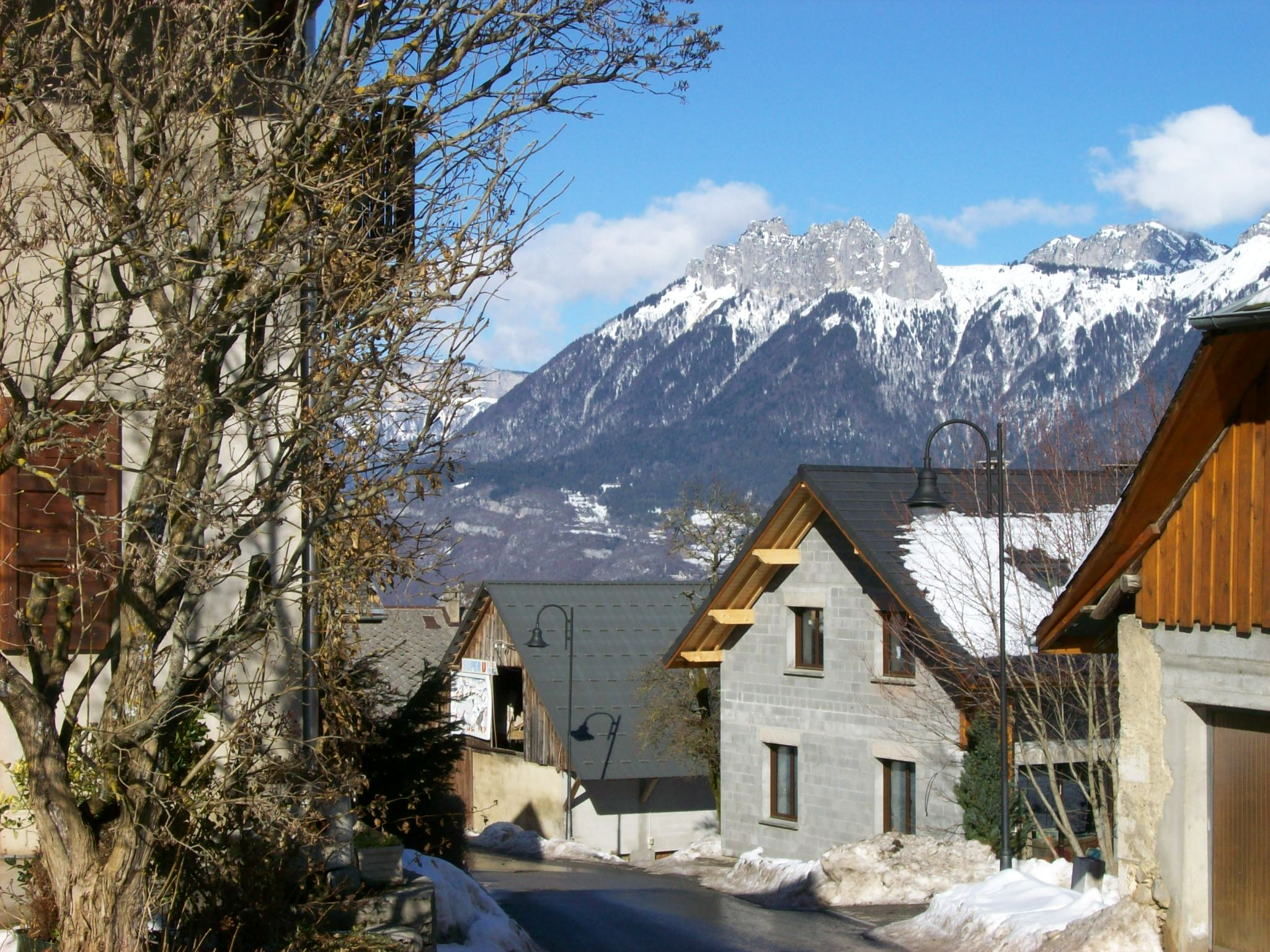
Rue du village.

La commune touristique savoyarde du Massif des Bauges d'Entrevernes se trouve à 14 km à vol d'oiseau au sud-est d'Annecy, 20 km au nord-ouest d'Albertville, 33 km au nord-est de Chambéry et à 105 km à l'est de Lyon.
Entrevernes est membre du parc naturel régional du massif des Bauges.
Elle se trouve dans l'aire d'attraction d'Annecy, ainsi que dans la zone d'emploi et dans le bassin de vie de cette ville.

### Communes limitrophes
Les communes limitrophes sont  Bellecombe-en-Bauges, Duingt, La Chapelle-Saint-Maurice, Lathuile et Saint-Eustache.

### Géologie et relief
La superficie de la commune est de 8,31 km2 ; son altitude varie de 729  à   1 775 mètres.
La commune occupe la petite vallée située entre deux crêtes parallèles entre le roc des Bœufs (1 744 m) et le Taillefer (1 651 m), à l'aval du col de la Cochette. Une route carrossable la relie au hameau de Dhéré, sur la commune de Duingt, puis au-delà au village principal de Duingt. L'autre côté de la vallée, uniquement praticable en randonnée, débouche sur la commune de Bellecombe-en-Bauges.

### Hydrographie

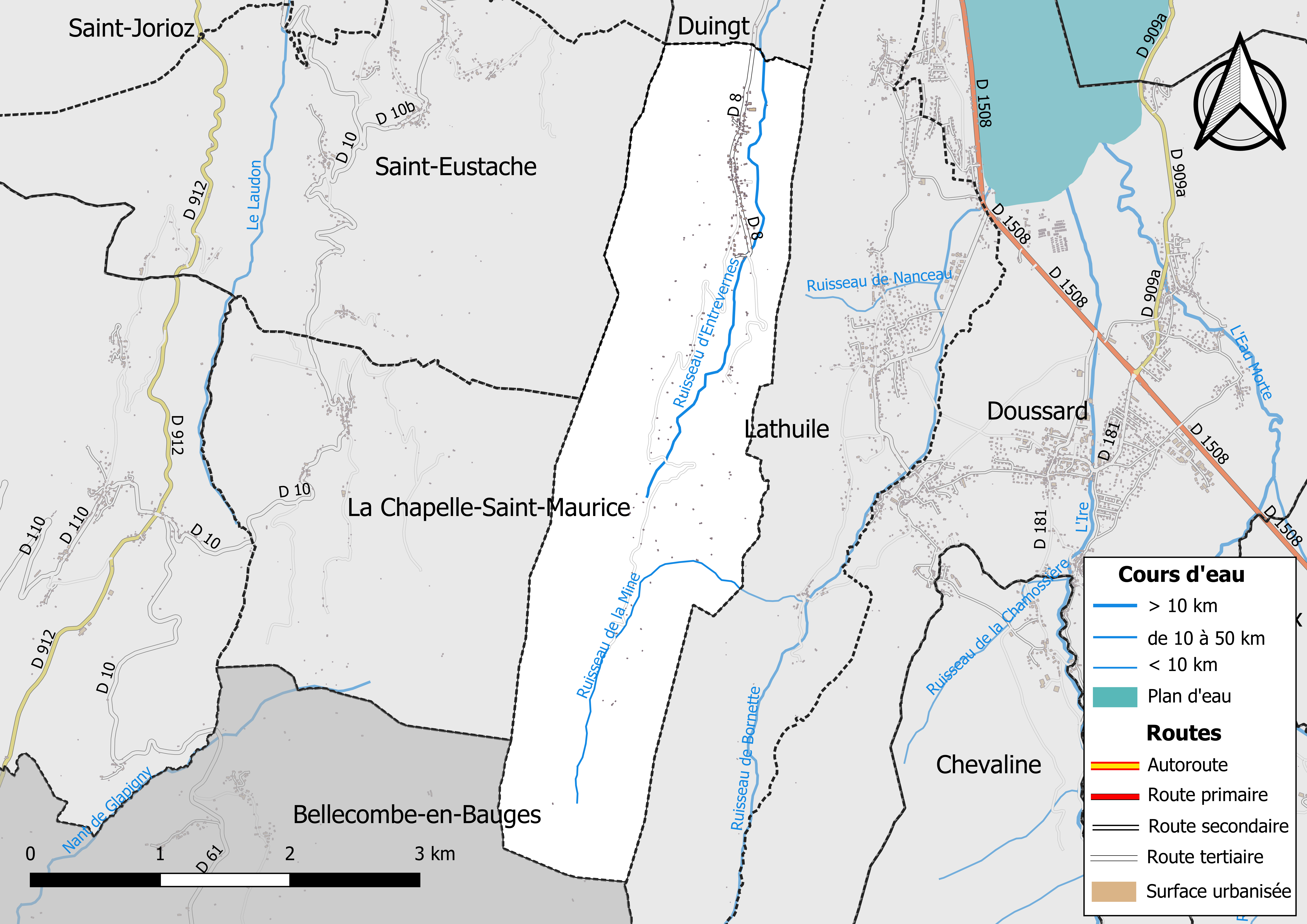
Carte hydrographique de la commune.

La commune est drainée par deux ruisseaux, celui de la Mine et celui Entrevernes.

### Milieux naturels et biodiversité

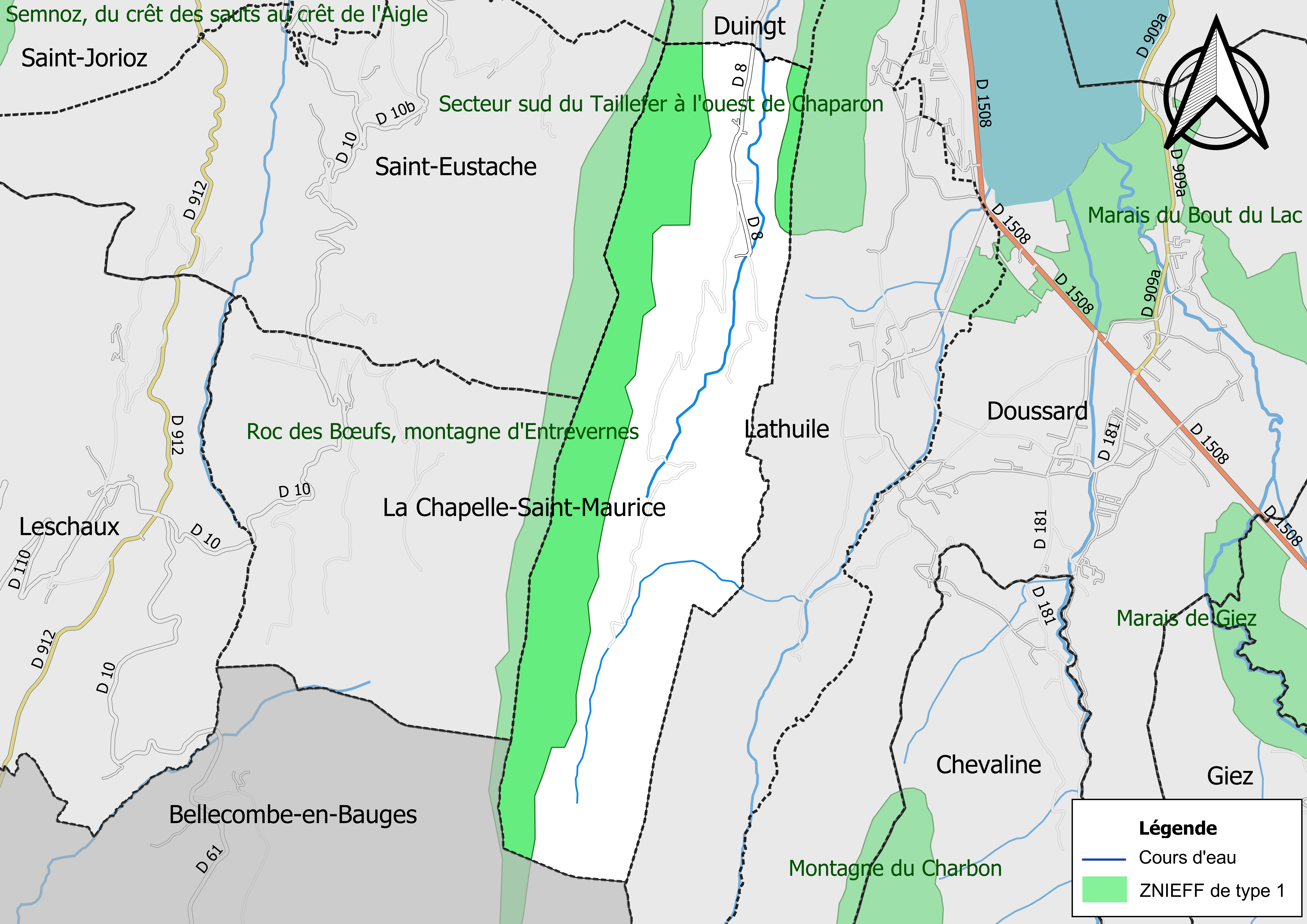
Carte de la ZNIEF de type 1 de la commune

Le territoire de la commune fait partie du parc naturel régional du massif des Bauges.
L’inventaire des zones naturelles d'intérêt écologique, faunistique et floristique (ZNIEFF) a pour objectif de réaliser une couverture des zones les plus intéressantes sur le plan écologique, essentiellement dans la perspective d’améliorer la connaissance du patrimoine naturel national et de fournir aux différents décideurs un outil d’aide à la prise en compte de l’environnement dans l’aménagement du territoire.
Une partie de la commune est classée dans la zone naturelle d'intérêt écologique, faunistique et floristique de type I du roc des Bœufs et de la montagne d'Entrevernes.

## Urbanisme

### Typologie
Au 1er janvier 2024, Entrevernes est catégorisée commune rurale à habitat dispersé, selon la nouvelle grille communale de densité à sept niveaux définie par l'Insee en 2022.
Elle est située hors unité urbaine. Par ailleurs la commune fait partie de l'aire d'attraction d'Annecy, dont elle est une commune de la couronne,. Cette aire, qui regroupe 79 communes, est catégorisée dans les aires de 200 000 à moins de 700 000 habitants,.

### Occupation des sols

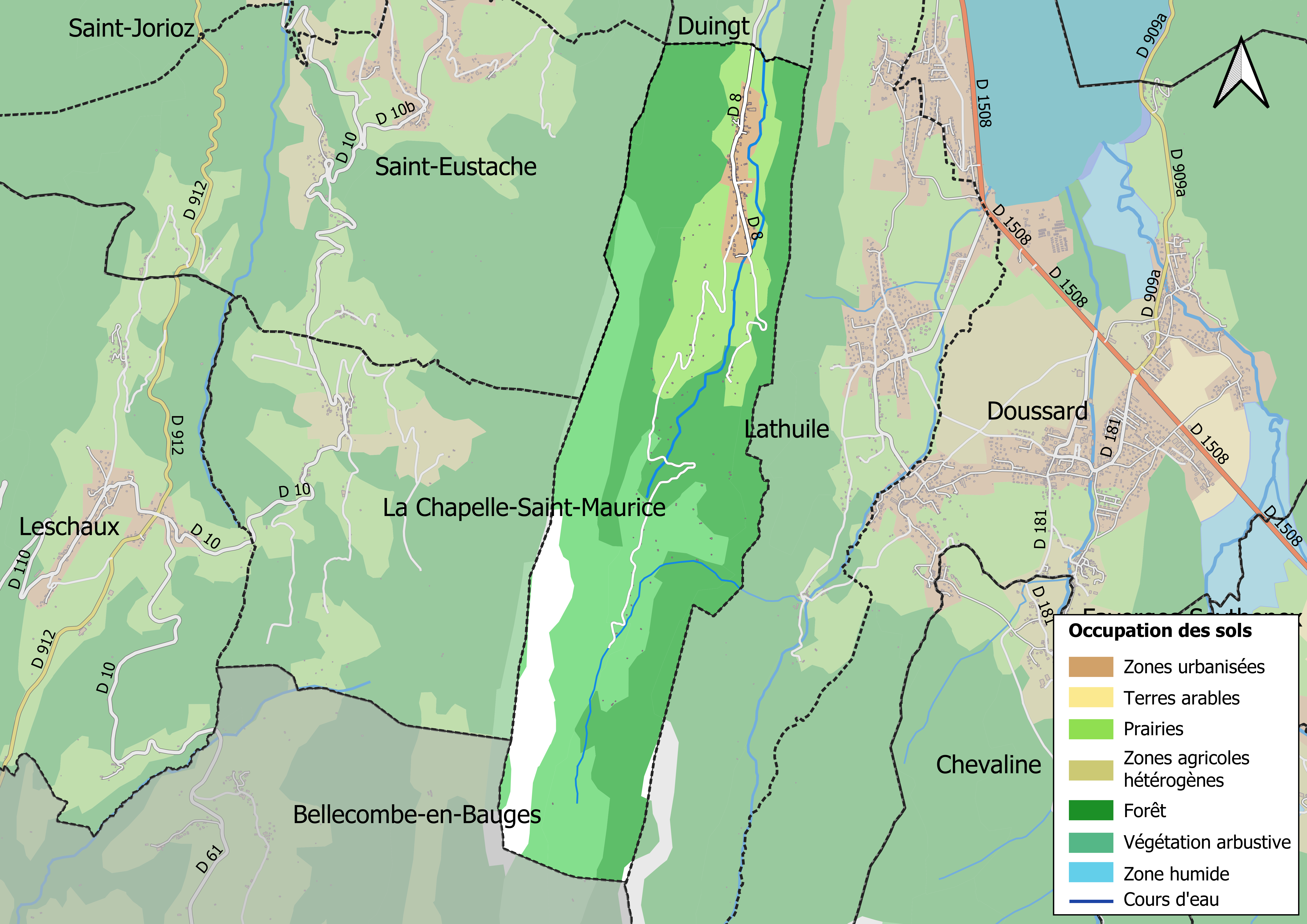
Carte des infrastructures et de l'occupation des sols en 2018 (CLC) de la commune.

L'occupation des sols de la commune, telle qu'elle ressort de la base de données européenne d’occupation biophysique des sols Corine Land Cover (CLC), est marquée par l'importance des forêts et milieux semi-naturels (82,5 % en 2018), une proportion identique à celle de 1990 (82,5 %).
La répartition détaillée en 2018 est la suivante : forêts (42,9 %), milieux à végétation arbustive et/ou herbacée (31 %), prairies (14,3 %), espaces ouverts, sans ou avec peu de végétation (8,6 %), zones urbanisées (3,2 %).
L'IGN met par ailleurs à disposition un outil en ligne permettant de comparer l’évolution dans le temps de l’occupation des sols de la commune (ou de territoires à des échelles différentes). Plusieurs époques sont accessibles sous forme de cartes ou photos aériennes : la carte de Cassini (XVIIIe siècle), la carte d'état-major (1820-1866) et la période actuelle (1950 à aujourd'hui).

### Habitat et logement
En 2021, le nombre total de logements dans la commune était de 166, alors qu'il était de 159 en 2016 et de 154 en 2011.
Parmi ces logements, 57,4 % étaient des résidences principales, 28 % des résidences secondaires et 14,6 % des logements vacants. Ces logements étaient pour 85,9 % d'entre eux des maisons individuelles et pour 14,1 % des appartements.
Le tableau ci-dessous présente la typologie des logements à Entrevernes en 2021 en comparaison avec celle de la Haute-Savoie et de la France entière. Une caractéristique marquante du parc de logements est ainsi une proportion de résidences secondaires et logements occasionnels (28 %) supérieure à celle du département (23,5 %) et à celle de la France entière (9,7 %).
| Typologie                                               | Entrevernes | Haute-Savoie | France entière |
| ------------------------------------------------------- | ----------- | ------------ | -------------- |
| Résidences principales (en %)                           | 57,4        | 69,9         | 82,2           |
| Résidences secondaires et logements occasionnels (en %) | 28          | 23,5         | 9,7            |
| Logements vacants (en %)                                | 14,6        | 6,6          | 8,1            |

## Toponymie
Le toponyme Entrevernes viendrait de sa position entre les deux versants du Taillefer et du Roc des Bœufs, « entre les vernes », recouverts de bois d'aulne dit vernes,.
En francoprovençal, le nom de la commune s'écrit Êtrèvêrne, selon la graphie de Conflans.

## Histoire

### Création de la commune
Les hameaux de Bourgeal, détaché de Dhéré (aujourd'hui Duingt), et celui d’Entrevernes, séparé de Lathuile, deviennent une paroisse indépendante le 23 septembre 1717.
Entrevernes est créée à partir des communes de Duingt et de Lathuile en 1741,.

### L'exploitation de la mine
Un affleurement de lignite - appelé parfois de charbon de secours - est découvert en avril 1794 par des paysans, à la suite d'un glissement de terrain au lieu-dit les Molières, et semble avoir un certain potentiel,. Après estimation, il s'avère que le gisement s'étend sur 12 km et affleure à plusieurs endroits sur une faible épaisseur. Dans un contexte d'un duché de Savoie nouvellement intégré à la France révolutionnaire, la mine est rapidement exploitée pour les besoins militaires. Devant le manque de main-d’œuvre, des prisonniers de guerre sont utilisés pour l’exploitation de la houille.
L'industriel annécien Jean Alexis Collomb, et ses associés dont son gendre François Ruphy, obtiennent en mai 1795 la concession pour cinquante ans, créant ainsi la Société des Mines d’Entrevernes et permettant d'alimenter les fabriques de la ville d'Annecy,.
Le géologue Dolomieu inspecte la mine en 1796.
Jusqu'en 1812, une quarantaine d'ouvriers sont employés, produisant environ 500 tonnes de charbon annuellement. À partir de 1819, la production annuelle double à 1 000 tonnes jusqu'en 1880. La production est descendue par traîneaux puis par chariots sur un chemin en direction du village de Lathuile — on peut encore par endroits observer les traces laissées par les convois le long de la montagne sur le chemin pavé « de la mine ». Elle est ensuite embarquée sur des bateaux à voile en direction de la ville d'Annecy. La mine reste en activité jusqu'aux alentours de 1928.
La mine est relancée de 1941 à 1948 pour alimenter les fours à gaz des industries (forges de Cran) et pour le chauffage des habitations. La mine est définitivement fermée en 1948.

## Politique et administration

### Rattachements administratifs et électoraux

#### Rattachements administratifs
La commune se trouve depuis l'annexion de la Savoie en 1860 dans l'arrondissement d'Annecy du département de la Haute-Savoie.
Elle faisait partie depuis cette date jusqu'en 1973 du canton d'Annecy-Sud, année où elle est rattachée au canton de Seynod. Dans le cadre du redécoupage cantonal de 2014 en France, cette circonscription administrative territoriale a disparu, et le canton n'est plus qu'une circonscription électorale.

#### Rattachements électoraux
Pour les élections départementales, la commune fait partie depuis 2014 du canton d'Annecy-4.
Pour l'élection des députés, elle fait partie de la deuxième circonscription de la Haute-Savoie.

### Intercommunalité
Entrevernes était membre de la communauté de communes de la rive gauche du lac d'Annecy, un établissement public de coopération intercommunale (EPCI) à fiscalité propre créé fin 1999 et auquel la commune avait transféré un certain nombre de ses compétences, dans les conditions déterminées par le code général des collectivités territoriales.
Dans le cadre des dispositions de la loi portant nouvelle organisation territoriale de la République du 7 août 2015, qui prévoit que les établissements publics de coopération intercommunale (EPCI) à fiscalité propre doivent avoir un minimum de 15 000 habitants, cette intercommunalité a fusionné avec ses voisines pour former, le 1er janvier 2017, la communauté d'agglomération dénommée le Grand Annecy, dont est désormais membre la commune.

### Liste des maires
| Période      | Période                       | Identité         | Étiquette | Qualité                                                            |
| ------------ | ----------------------------- | ---------------- | --------- | ------------------------------------------------------------------ |
|              |                               |                  |           |                                                                    |
| mars 2001    | mars 2014                     | André Corboz     |           | Président de la CC de la rive gauche du lac d'Annecy (2008 → 2011) |
| mars 2014    | octobre 2022                  | Philippe Monmont |           | Cadre supérieur du secteur privé Démissionnaire                    |
| janvier 2023 | En cours (au 20 janvier 2024) | Karine Leroy     |           | Ingénieure ou cadre technique d'entreprise                         |

## Population et société
Ses habitants sont les Entrevernais.
Le sobriquet en patois pour désigner les habitants est Couennis d'Intrevernes.

### Démographie
L'évolution du nombre d'habitants est connue à travers les recensements de la population effectués dans la commune depuis 1793. Pour les communes de moins de 10 000 habitants, une enquête de recensement portant sur toute la population est réalisée tous les cinq ans, les populations de référence des années intermédiaires étant quant à elles estimées par interpolation ou extrapolation. Pour la commune, le premier recensement exhaustif entrant dans le cadre du nouveau dispositif a été réalisé en 2007.

En 2022, la commune comptait 197 habitants, en évolution de −9,22 % par rapport à 2016 (Haute-Savoie : +6,01 %, France hors Mayotte : +2,11 %).
| 1793 | 1800 | 1806 | 1822 | 1838 | 1848 | 1858 | 1861 | 1866 |
| ---- | ---- | ---- | ---- | ---- | ---- | ---- | ---- | ---- |
| 339  | 337  | 414  | 384  | 452  | 420  | 442  | 441  | 441  |

| 1872 | 1876 | 1881 | 1886 | 1891 | 1896 | 1901 | 1906 | 1911 |
| ---- | ---- | ---- | ---- | ---- | ---- | ---- | ---- | ---- |
| 404  | 393  | 330  | 403  | 316  | 322  | 295  | 268  | 263  |

| 1921 | 1926 | 1931 | 1936 | 1946 | 1954 | 1962 | 1968 | 1975 |
| ---- | ---- | ---- | ---- | ---- | ---- | ---- | ---- | ---- |
| 228  | 205  | 194  | 181  | 152  | 145  | 153  | 146  | 135  |

| 1982 | 1990 | 1999 | 2006 | 2007 | 2012 | 2017 | 2022 | - |
| ---- | ---- | ---- | ---- | ---- | ---- | ---- | ---- | - |
| 146  | 179  | 168  | 193  | 196  | 215  | 214  | 197  | - |

### Médias
La commune est couverte par des antennes locales de radios dont France Bleu Pays de Savoie, ODS Radio… Enfin, la chaîne de télévision locale TV8 Mont-Blanc diffuse des émissions sur les pays de Savoie. Régulièrement, l'émission La Place du village expose la vie locale du bassin annécien. France 3 et sa station régionale France 3 Alpes peuvent parfois relater les faits de vie de la commune.
La presse écrite locale est représentée par des titres comme Le Dauphiné libéré, L'Essor savoyard, Le Messager - édition Genevois, le Courrier savoyard.

## Économie

### Tourisme
En 2014, la capacité d'accueil de la commune, estimée par l'organisme Savoie Mont Blanc, est de 273 lits touristiques répartis dans 55 établissements, dont 6 meublés.

## Culture locale et patrimoine

### Lieux et monuments

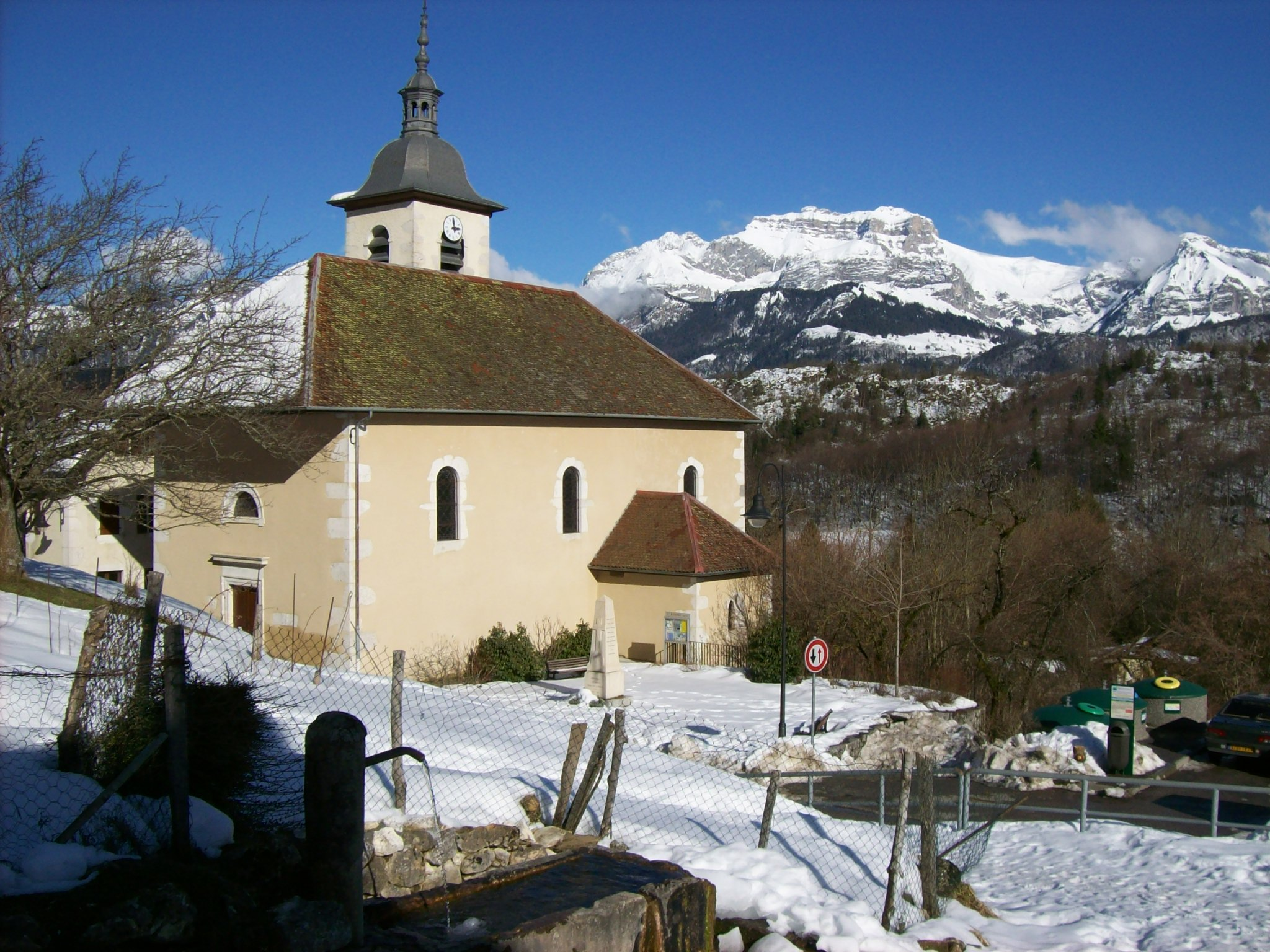
L'église.

- Église Saint-Pierre-aux-Liens ou église Saints-Pierre-et-Paul, construite en 1825 en remplacement d'une église de 1717, dans un style néoclassique sarde selon les plans de l'architecte Camille Ruphy[33] (réfection de la toiture faite en 2010). Deux cloches fondues en 1888 et 1898 (1000 et 500 kg) par la fonderie Paccard.
- « les Droblesses », des granges du XIXe siècle aux façades à clayonnage de branchages tressés, notamment vers le col de la Frasse[34],[35].

- Vieilles maisons traditionnelles des Bauges[35].
- Ancien moulin à eau[34]
- Anciens équipements communaux : four à pain, fontaine, lavoir, puits[35].
- Panorama de l’Oratoire, lieu de départ de nombreuses randonnées[34]

- Nombreux sentiers de randonnées pédestres ou VTT, telles que la  Boucle d'Entrevernes[36] ou la Montée d'Entrevernes[37].